# Frei-gemeinnützige Arbeit
Frei-gemeinnützige Arbeit umfasst unbezahlte, organisierte, soziale Arbeit als persönliches, gemeinnütziges Engagement, das mit einem Zeitaufwand verbunden ist, prinzipiell auch von einer anderen Person ausgeführt und potenziell bezahlt werden könnte.

## Abgrenzungen
Der Begriff frei-gemeinnützige Arbeit stellt eine bewusste Abgrenzung von anderen Termini freiwilliger menschlicher Tätigkeit dar, die häufig mit verschiedenen Denkschulen und auch normativen Überlegungen verbunden sind. Die Wahl der Begrifflichkeit für freiwillige menschliche Tätigkeit trägt in Teilen schon in sich, welche Bedeutung man dieser Art von Arbeit in einer Gesellschaft einräumen will.
Im anglo-amerikanischen Raum ist volunteering der deutlich am häufigsten verwendete Terminus für jegliches freiwilliges und unentgeltliches Engagement und gilt als Kernelement der US-amerikanischen „mixed economy of welfare“. Heute umfasst der Begriff alle Stufen freiwilligen Engagements und muss keineswegs mit einem Ehrenamt verbunden sein. Wilson definiert: „Volunteering means any activity in which time is given freely to benefit another person, group, or organization“. Die Begriffe Bürgerschaftliches Engagement oder Bürgerarbeit weisen deutlich in die Richtung von Überlegungen zur Bürgergesellschaft, wie sie z. B. von Ulrich Beck (2000) oder Anthony Giddens (1997) geäußert werden, und haben eine starke politische Konnotation.
So fordert Beck: „Dem Schreckgespenst der Arbeitsgesellschaft ohne Arbeit soll eine Vision entgegengestellt werden, die das, was im ungebrochenen Paradigma der Vollerwerbsgesellschaft als »Krise« und »Katastrophe« erscheint, als historische Chance begreift und nutzt, gemäß dem Motto: Bürger-Engagement statt Arbeitslosigkeit finanzieren!“
Der Begriff Ehrenamt soll zwar jede Art von freiwilligem Engagement ansprechen, beschränkt sich aber semantisch auf Formen wie „politisches Ehrenamt“, „leitendes Ehrenamt“ und andere.
Eigenarbeit wiederum ist weiter gefasst und umfasst sowohl „„lästige“ reproduktive Tätigkeiten wie Einkaufen und Wäsche waschen, aber auch Tätigkeiten zur „Selbstentfaltung“ wie Hobbys, Beziehungsarbeit, Qualifikationserwerb.“ Diese Tätigkeiten können, müssen aber nicht als frei-gemeinnützige Arbeit geleistet werden.
Der Begriff frei-gemeinnützige Arbeit bietet den Vorteil, frei-gemeinnützige Arbeit von anderen nicht-bezahlten Tätigkeiten abzugrenzen. Die am weitesten verbreitete Form sozialen „Engagements“, das Spenden, wird ausgeschlossen, weil hier das Engagement nicht persönlich und der Zeitaufwand sehr gering ist. Von der Erwerbsarbeit und der entlohnten Arbeit im Dritten Sektor ist frei-gemeinnützige Arbeit durch den Ausschluss der Entlohnung abgegrenzt. Damit ist aber nicht jede nicht-entlohnte Arbeit zugleich auch frei-gemeinnützige Arbeit. Durch die Kriterien der potentiellen Bezahlbarkeit und der Freiwilligkeit werden Haus- und Familienarbeit sowie nicht-freiwillige nicht-entlohnte Tätigkeiten, wie z. B. die gemeinnützige Arbeit von Strafgefangenen (Freie Arbeit (Strafrecht)) ausgeschlossen.